# فخ ديموغرافي

الهرم السكاني في مصر عام 2005. العديد من هؤلاء الأشخاص الذين يبلغون 30 عامًا أو أقل هم مواطنون متعلمون يعانون من صعوبة في العثور على وظيفة.

وفقًا لموسوعة التنمية الدولية، يستخدم مصطلح الفخ الديموغرافي أو المصيدة السكانية (بالإنجليزية: Demographic trap)‏ «لوصف مزيج من الخصوبة المرتفعة (ارتفاع معدلات المواليد) وانخفاض معدل الوفيات (معدلات الوفيات) في البلدان النامية، مما يؤدي إلى فترة ارتفاع معدل النمو السكاني (PGR))». يحدث ارتفاع الخصوبة إلى جانب انخفاض معدل الوفيات عندما تبدأ دولة نامية في التحول لدولة متطورة عن طريق التحول الديمغرافي. 
أثناء "المرحلة 2" من التحول الديموغرافي، تتحسن جودة الرعاية الصحية وتنخفض معدلات الوفيات، لكن معدلات المواليد لا تزال مرتفعة، مما يؤدي إلى فترة من النمو السكاني المرتفع. يستخدم مصطلح «الفخ الديموغرافي» من قبل بعض علماء الديموغرافيا لوصف الموقف الذي تستمر فيه المرحلة الثانية لأن «هبوط مستويات المعيشة يعزز الخصوبة العالية السائدة، مما يعزز بدوره انخفاض مستويات المعيشة». وهذا يؤدي إلى مزيد من الفقر، حيث يعتمد الناس على إنجاب المزيد من الأطفال لتزويدهم بالأمن الاقتصادي. يشرح العالم الاجتماعي جون أفيري أن هذا الفخ ينتج لأن ارتفاع معدلات المواليد وانخفاض معدلات الوفيات «يؤدي إلى نمو سكاني سريع للغاية بحيث يكون حدوث التطور الذي يمكن أن يبطئ نمو السكان مستحيلًا».

## النتائج
واحدة من النتائج الملحوظة «للفخ الديموغرافي» هي النمو السكاني الهائل. يظهر هذا حاليًا في جميع أنحاء آسيا وأفريقيا وأمريكا اللاتينية، حيث انخفضت معدلات الوفيات خلال النصف الأخير من القرن العشرين بسبب الرعاية الصحية المتقدمة. ومع ذلك، في العقود اللاحقة، لم تتمكن معظم هذه البلدان من مواصلة تحسين التنمية الاقتصادية لمواكبة نمو سكانها: عن طريق سد الاحتياجات التعليمية لعدد أكبر من الأطفال في سن المدرسة؛ خلق المزيد من فرص العمل للقوة العاملة المتوسعة؛ وتوفير البنية التحتية والخدمات الأساسية، مثل الصرف الصحي والطرق والجسور وإمدادات المياه والكهرباء وإمدادات الغذاء المستقرة.
من النتائج المحتملة في بلد ما زال عالقًا في المرحلة الثانية هي أن حكومته قد تصل إلى حالة «التعب الديموغرافي»، كما يكتب دونالد كوفمان. في هذه الحالة، ستفتقر الحكومة إلى الموارد المالية لتحقيق الاستقرار في نمو سكانها وتصبح غير قادرة على التعامل بفعالية مع التهديدات الناجمة عن الكوارث الطبيعية، مثل الأعاصير والفيضانات والانهيارات الأرضية والجفاف والمرض. وفقًا لكوفمان، فإن العديد من الدول التي تعاني من «التعب الديموغرافي» ستعود إلى المرحلة الأولى، مما يؤدي إلى ارتفاع معدلات الخصوبة وكذلك ارتفاع معدل الوفيات. «إذا حدث ذلك»، كما يقول كوفمان، «قد تصل هذه البلدان قريبًا إلى انعدام النمو السكاني، ولكن بثمن باهظ». يعطي مثالاً وهو زيمبابوي، حيث يعاني 26 في المائة من السكان البالغين من مرض الإيدز، ويبلغ متوسط العمر المتوقع للفرد 40 عامًا فقط.
يلاحظ خبير البيئة ليستير براون أن 16 من أصل 20 دولة تم تصنيفها كـ «دول فاشلة» في عام 2010 كانت تعاني من هذا الفخ الديموغرافي، وعلى الأرجح لن تتمكن من الخروج منه بمفردها. يصف براون السودان بأنه «حالة كلاسيكية» لبلد وقع في الفخ الديموغرافي: 
«لقد تطورت السودان بدرجة كافية اقتصاديًا واجتماعيًا للحد من الوفيات، ولكن ليس بدرجة كافية لتقليل الخصوبة بسرعة. نتيجة لذلك، لدى النساء في المتوسط أربعة أطفال، أي ضعف عدد الأطفال المطلوبين للإحلال، ويزيد عدد السكان البالغ 41 مليون نسمة بأكثر من 2000 شخص في اليوم. تحت هذا الضغط، فإن السودان -مثل عشرات الدول الأخرى- تنهار».
ومن الأمثلة على الدول والأقاليم النامية التي انتقلت بنجاح من المرحلة 2 إلى المرحلة 3 كوريا الجنوبية وتايوان اللتان تمكنتا من الانتقال نحو أسر أصغر، وبالتالي تحسين مستويات المعيشة. هذا أدى إلى مزيد من الانخفاض في معدلات الخصوبة. 
وقد قيل مؤخرًا أن ظهور ثورات اجتماعية سياسية كبيرة عند الهروب من الفخ المالثوسي (فكرة مشابهة للفخ الديموغرافي) ليس ظاهرة غير طبيعية، بل ظاهرة عادية.

## وجهات نظر أخرى
اعتبار الحالة بمثابة «فخ» هو أمر مثير للجدل. يرى بعض الديموغرافيين أنها مشكلة مؤقتة فقط، يمكن القضاء عليها بتعليم أفضل وتنظيم أفضل للأسرة. بينما يعتبر البعض الآخر أن هذا «الفخ» هو أحد الأعراض طويلة الأجل للفشل في تعليم الأطفال وتوفير شبكات أمان ضد الفقر، مما يؤدي إلى رؤية المزيد من الأسر الأطفال كشكل من أشكال «تأمين الدخل الاقتصادي» للمستقبل. ومع ذلك، يتفق العديد من علماء الاجتماع على أن تنظيم الأسرة يجب أن يكون جزءًا مهمًا من الصحة العامة والتنمية الاقتصادية.
يجادل آخرون بأنه على الرغم من أن الجمع بين زيادة الخصوبة وتناقص الوفيات ظاهرة حقيقية للغاية، إلا أنه يوجد سبب يدعو إلى افتراض أن هذا يضر بالبلدان النامية. في The Ultimate Resource، جادل الاقتصادي جوليان سيمون بأن البراعة البشرية هي مورد أهم للنمو الاقتصادي من الموارد الطبيعية، وذلك لأن النمو السكاني مصحوب بتحسينات في كفاءة الموارد، واكتشافات جديدة للموارد الطبيعية، وتطوير بدائل، وتغير رغبات المستهلكين، لذا يرى سيمون أن عددًا متزايدًا من السكان سوف يدعم النمو الاقتصادي في كثير من الأحيان بدلاً من إعاقته. 

## أمثلة
- قطاع غزة
- اليمن
- مصر [8]